# Horia (kevers)
Horia is een geslacht van kevers uit de familie oliekevers (Meloidae).
Het geslacht is voor het eerst wetenschappelijk beschreven in 1787 door Fabricius.

## Soorten
Het geslacht omvat de volgende soorten:
- Horia anguliceps Fairmaire, 1885
- Horia auriculata Champion, 1892
- Horia blairi Betrem, 1932
- Horia cephalogona Fairmaire, 1888
- Horia fabriciana Betrem, 1929
- Horia gahani Betrem, 1932
- Horia hottentota Péringuey, 1888
- Horia insularis Cros, 1928
- Horia mira (Blackburn, 1892)
- Horia nitida Gahan, 1909